# Triângulo de Inverno

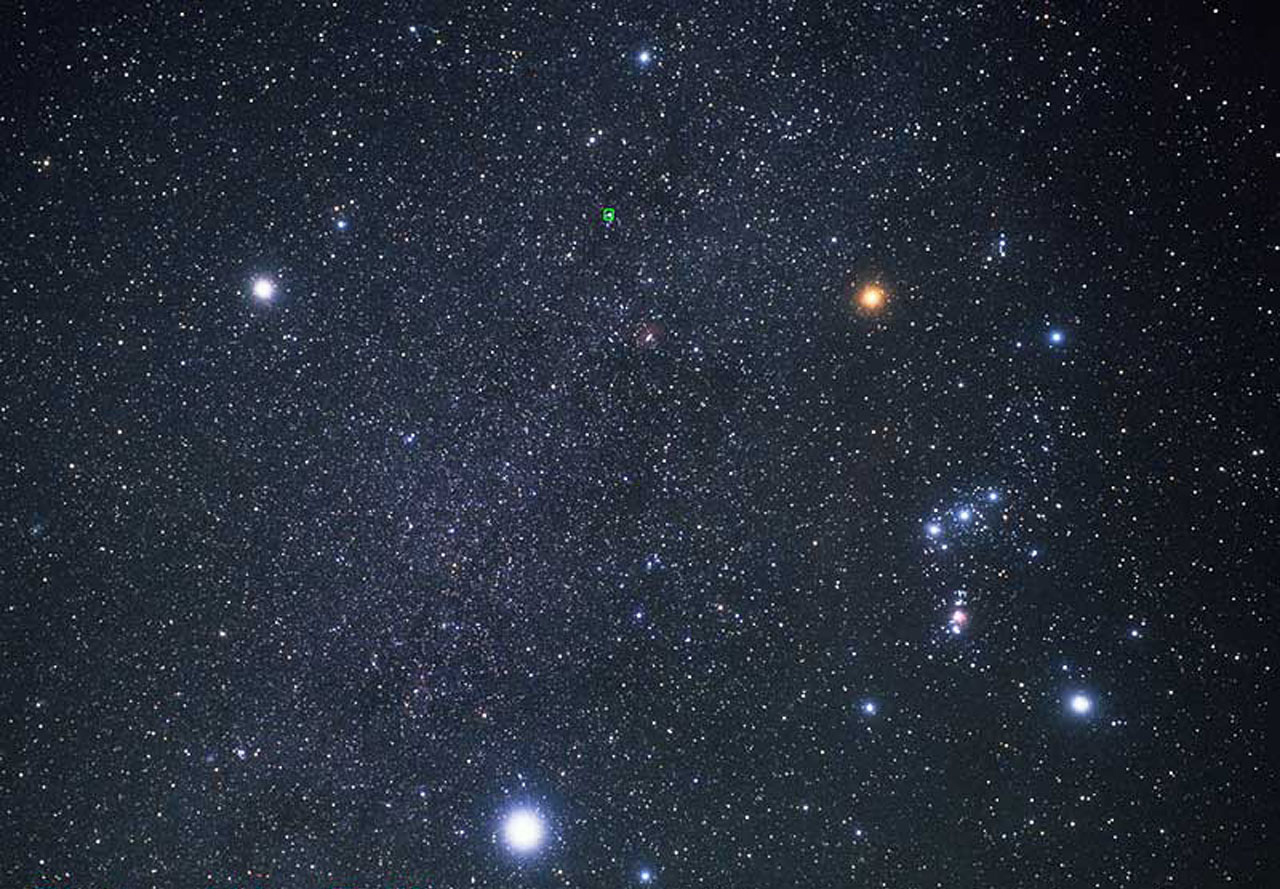
Estrelas do Triângulo de Inverno.

Triângulo de Inverno é um asterismo astronômico formado por três das estrelas mais brilhantes do céu de inverno no hemisfério norte (verão no hemisfério sul). É um triângulo equilátero imaginário desenhado na esfera celeste, com seus vértices definidores em Sirius, Betelgeuse e Procyon, as estrelas primárias nas três constelações de Canis Major, Orion e Canis Minor, respectivamente.